# Parophryotrocha pueriliformis
Parophryotrocha pueriliformis är en ringmaskart som beskrevs av Averincev 1989. Parophryotrocha pueriliformis ingår i släktet Parophryotrocha och familjen Dorvilleidae. Inga underarter finns listade i Catalogue of Life.